# Zones humides de la région de Riom-es-Montagne
Zones humides de la région de Riom-es-Montagne este o arie protejată (sit de importanță comunitară — SCI) din Franța întinsă pe o suprafață de 769 ha, integral pe uscat.

## Localizare
Centrul sitului Zones humides de la région de Riom-es-Montagne este situat la coordonatele 45°17′18″N 2°40′58″E / 45.28833°N 2.68278°E.

## Înființare
Situl Zones humides de la région de Riom-es-Montagne a fost declarat arie specială de conservare în baza directivei 92/43 din 1992 referitoare la conservarea habitatelor naturale și a faunei și florei sălbatice pentru a proteja 1 specie de plante și 2 specii de animale.

## Biodiversitate
Situată în ecoregiunea continentală, aria protejată conține 16 habitate naturale: Ape stătătoare oligotrofe până la mezotrofe, cu vegetație de Littorelletea uniflorae și/sau de Isoëto-Nanojuncetea, Pajiști uscate europene, Liziere de ierburi înalte hidrofile de câmpie și de nivel montan până la alpin, Fânețe montane, Turbării active, Mlaștini oligotrofe degradate, capabile încă de regenerare naturală, Mlaștini turboase de tranziție și turbării mișcătoare, Mlaștini împădurite, Pajiști cu Molinia pe soluri calcaroase, turboase sau argilos-nămoloase (Molinion caeruleae), Depresiuni pe substraturi de turbă de Rhynchosporion, Formațiuni ierboase bogate în specii de Nardus, dezvoltate pe substraturi silicioase în zone montane (și în zone submontane, în Europa continentală), Păduri de fag Asperulo-Fagetum, Grohotișuri silicioase de la nivelul montan până la nivelul zăpezii (Androsacetalia alpinae și Galeopsietalia ladani), Păduri de fag acidofile atlantice, cu subarboret de Ilex și, uneori, de asemenea, Taxus, la nivelul arbuștilor (Quercion robori-petraeae sau Ilici-Fagenion), Lacuri și iazuri distrofice naturale, Grohotișuri silicioase medio-europene, la altitudine înaltă.
La baza desemnării sitului se află mai multe specii protejate:
- plante (1): Luronium natans
- mamifere (1): vidră de râu (Lutra lutra)
- nevertebrate (1): fluturele auriu (Euphydryas aurinia)

Pe lângă speciile protejate, pe teritoriul sitului au mai fost identificate 16 specii de plante, 7 specii de păsări, 3 specii de amfibieni, 2 specii de reptile.